# 杨开慧烈士墓

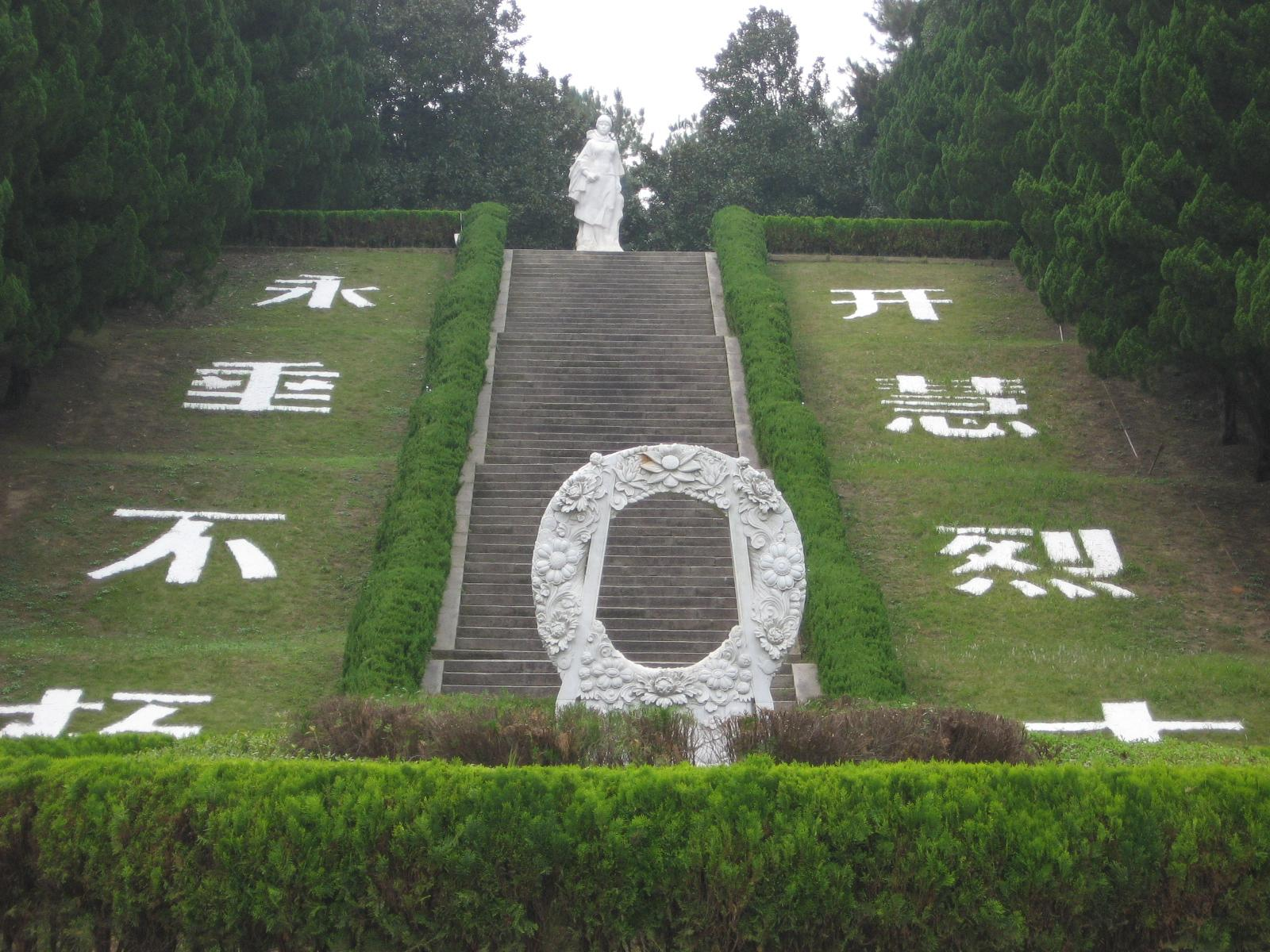
杨开慧烈士陵园

杨开慧烈士墓坐落在中国湖南省长沙市长沙县，是毛泽东妻杨开慧的墓葬。

## 历史沿革
1930年11月，杨开慧在长沙识字岭被杀后，葬于棉花坡北向山坡。毛泽东寄30块银元，以与杨开慧所生三个儿子的名义立碑三通。
1959年修建纪念亭、纪念塔于墓前。
1967年4月重修墓地并建陵园，1969年杨母向振照与之合穴，新建合葬墓于今地。

## 建筑
杨开慧烈士陵园坐西朝东，占地面积25亩，墓地占地4003平方米。陵园从山脚到墓区的距离大约是150米，由三个梯形的平台组成，每个平台都通过石阶相连，总共有近百级阶梯。
墓地位于最顶层的正方形平台中央，该平台的边长为18米，墓地本身是由石头砌成的混凝土结构，长6.6米，宽5.8米，高0.4米。墓碑是横放的，尺寸为2.7米长和2.3米宽，由汉白玉制成，上面刻有楷书碑文“杨老夫人与开慧烈士同穴”。墓碑后面的墓石上刻有建造墓地的年月。墓地的后方，与墓地平行的位置，另有一块大型的词碑，上面刻有毛泽东手书的《蝶恋花·答李淑一》词。墓地四周遍植苍松。